# Carmen Schäfer
Carmen Schäfer, née le 8 janvier 1981 à Davos, est une curleuse suisse.

## Biographie
Elle a participé aux Jeux olympiques d'hiver de 2010 où elle a terminé au 4e rang avec l'équipe suisse.
Son plus grand succès est l'obtention de la médaille d'or aux championnats du monde 2012 à Lethbridge, au côté de Mirjam Ott, ainsi que la médaille d'or aux championnats d'Europe 2008.
En 2009, elle a obtenu la médaille d'argent aux championnats d'Europe et s'est classée au 5e rang, avec son équipe, lors des championnats du monde.

## Palmarès

### Jeux olympiques
- Jeux olympiques de 2014
  - 4e avec l'équipe de suisse.
- Jeux olympiques de 2010
  - 4e avec l'équipe de suisse.

### Championnats du monde
- Championnats du monde 2012
  -  médaille d'or avec l'équipe de suisse.
- Championnats du monde 2011
  - 5e avec l'équipe de suisse.
- Championnats du monde 2009
  - 5e avec l'équipe de suisse.
- Championnats du monde 2008
  -  médaille de bronze avec l'équipe de suisse.
- Championnats du monde 2006
  - 10e avec l'équipe de suisse.

### Championnats d'Europe
- Championnats d'Europe 2013
  -  médaille de bronze avec l'équipe de suisse.
- Championnats d'Europe 2012
  - 5e avec l'équipe de suisse.
- Championnats d'Europe 2010
  -  médaille de bronze avec l'équipe de suisse.
- Championnats d'Europe 2009
  -  médaille d'argent avec l'équipe de suisse.
- Championnats d'Europe 2008
  -  médaille d'or avec l'équipe de suisse.
- Championnats d'Europe 2007
  - 4e avec l'équipe de suisse.

### Championnats du monde junior
- Championnats du monde junior 2001
  -  médaille de bronze avec l'équipe de suisse.
- Championnats du monde junior 2000
  - 4e avec l'équipe de suisse.
- Championnats du monde junior 1999
  -  médaille d'or avec l'équipe de suisse.